# Томский национальный исследовательский медицинский центр
То́мский национа́льный иссле́довательский медици́нский це́нтр Российской акаде́мии нау́к (Томский НИМЦ РАН) — федеральное государственное бюджетное научное учреждение, крупнейший в стране национальный исследовательский медицинский центр.
Томский НИМЦ создан для фундаментальных и прикладных медицинских научных исследований и практической лечебной деятельности в составе Миннауки и СО РАН. Является правопреемником упразднённого в 2015 году Томского научного центра СО РАМН.

## История
Медицинская наука Сибири ведёт свою историю с 1888 года, когда в Томске, впервые в Русской Азии, был открыт Медицинский факультет Императорского Томского университета и при нём начали действовать Факультетские университетские клиники. На их основе в течение XX века формировалась инфраструктура сибирских научно-медицинских учреждений:
- 1970 — Сибирский филиал Академии медицинских наук СССР, преобразованный в 1979 в Сибирское отделение Академии медицинских наук СССР;
- 1986 — Томский научный центр Сибирского отделения АМН СССР (ТНЦ СО АМН СССР; в 1992—2015 — ТНЦ СО РАМН).

В состав ТНЦ СО АМН СССР / ТНЦ СО РАМН входили:
- НИИ кардиологии ТНЦ СО РАМН[3]
- НИИ медицинской генетики ТНЦ СО РАМН[4]
- НИИ фармакологии ТНЦ СО РАМН[5]
- НИИ онкологии ТНЦ СО РАМН[6]
- НИИ психического здоровья ТНЦ СО РАМН[7]
- НИИ акушерства, гинекологии и перинатологии ТНЦ СО РАМН
- НИИ микрохирургии ТНЦ СО РАМН[8]
- Проблемная научно-исследовательская лаборатория "Радиационная медицина и радиобиология"[9]
- Центр ортопедии и медицинского материаловедения ТНЦ СО РАМН
- Северский гастроэнтерологический центр СО РАМН

В процессе реформы академий наук была проведена реорганизация ТНЦ СО РАМН:
- 2014 — включение РАМН в структуру РАН и упразднение с 2015 года Томского научного центра СО РАМН;
- 2014 — формулирование инициативы (Е. Л. Чойнзонов) и начало обсуждения проекта Томского НИМЦ: было создано несколько рабочих групп, создана и проработана «дорожная» карта.
- 31.12.2015 — завершение работы по обсуждению концепции ТНИМЦ, подписание соглашения о создании ТНИМЦ;
- 01.06.2016 — Федеральным агентством научных организаций России (ФАНО) принято решение о создании ТНИМЦ РАН в Томске, начинается официальная история ТНИМЦ;

Томский национальный исследовательский медицинский центр создан по инициативе ФАНО России при поддержке Администрации Томской области на базе Томского НИИ онкологии (в соответствии с приказом по Томскому НИИ онкологии от 01.07.2016 № 72-П «О завершении процедуры реорганизации») путём присоединения к нему 5 томских академических институтов медицинского профиля: «Томский НИИ кардиологии», «Томский НИИ психического здоровья», «Томский НИИ фармакологии», «Томский НИИ медицинской генетики», «Томский НИИ акушерства, гинекологии и перинатологии», а также Тюменского кардиоцентра. Учредителем НИМЦ являлся ФАНО России, координацией научной деятельности занимаются структуры РАН.
Объявленная цель: реорганизация 6 медицинских томских медицинских институтов в Национальный исследовательский медицинский центр концентрирует высокий кадровый и научный потенциал и займется внедрением современных методов диагностики и лечения. Здесь также будут проходить учебную практику студенты, интерны и молодые специалисты Сибирского медицинского университета.
- 30.06.2016 — Приказом ФАНО директором-организатором по созданию ТНИМЦ (на период до выборов в СО РАН директора ТНИМЦ) назначен директор Томского НИИ онкологии академик Е. Л. Чойнзонов;
- 18.11.2016 — начало процедуры выбора в системе СО РАН директора ТНИМЦ. Выдвинуты кандидатуры претендентов: руководитель томского НИИ онкологии Евгений Чойнзонов и глава НИИ генетики Вадим Степанов[12];
- 27.01.2017 — руководителем ТНИМЦ избран (24.01.2017) и затем утверждён академик Е. Л. Чойнзонов; начало формирования управленческой структуры и команды проекта ТНИМЦ[13];
- март-апрель 2017 — завершение организационных процедур создания ТНИМЦ и начало его полноценного функционирования;
- 03.05.2017 — утверждение приказом ФАНО и вступление в должность директора ТНИМЦ Е. Л. Чойнзонова, день официального открытия ТНИМЦ.

Весной 2017 года сформулированы 3 главных стратегических цели ТНИМЦ:
- интеграция научного потенциала;
- консолидация научно-технологической инфраструктуры;
- трансляция передовых научных разработок в практику.

Одним из инициаторов и активистов реорганизации ТНЦ СО РАМН стал директор НИИ онкологии академик Е. Л. Чойнзонов, директор ТНИМЦ в 2017—2019. Научным руководителем ТНИМЦ является академик Валерий Пузырёв.
С 19 декабря 2019 года директором Томского НИМЦ назначен член-корреспондент РАН, профессор Степанов Вадим Анатольевич.
Ныне ТНИМЦ определяет себя следующим образом:
Томский НИМЦ удерживает российское лидерство по ряду научных направлений, имеет признанные научные школы и отличается конкурентоспособностью фундаментальных проектов (конкурсные проекты Российского научного фонда, Российского фонда фундаментальных исследований и другие). Наличие необходимых компетенций делает возможным проведение фундаментальных исследований по широкому кругу проблем современной медицины; выполнение меж-, мульти- и трансдисциплинарных научных работ, интегрирующих полученные знания с методами и подходами других областей науки; проведение ориентированных фундаментальных исследований, создающих научные заделы новых технологий.
Возможность создания инновационной продукции для здравоохранения обеспечивается многолетней тесной коллаборацией Томского НИМЦ с ведущими учеными и конструкторами технического профиля, имеющими огромный опыт в разработке и внедрении новых технологических решений для медицины.
Наличие крупных специализированных оснащенных современным диагностическим и лечебным оборудованием клиник с высоко профессиональными специалистами позволяет проводить трансляцию инновационных научных достижений в клиническую практику.

## Структура
Структурными подразделениями центра, по состоянию на 01.09.2021, являются:
- НИИ онкологии Томского НИМЦ,
- НИИ кардиологии Томского НИМЦ,
- НИИ психического здоровья Томского НИМЦ,
- НИИ фармакологии и регенеративной медицины им. Е.Д. Гольдберга Томского НИМЦ,
- НИИ медицинской генетики Томского НИМЦ,
- Тюменский кардиологический научный центр - филиал Томского НИМЦ.